# Carlo Ignazio Monza

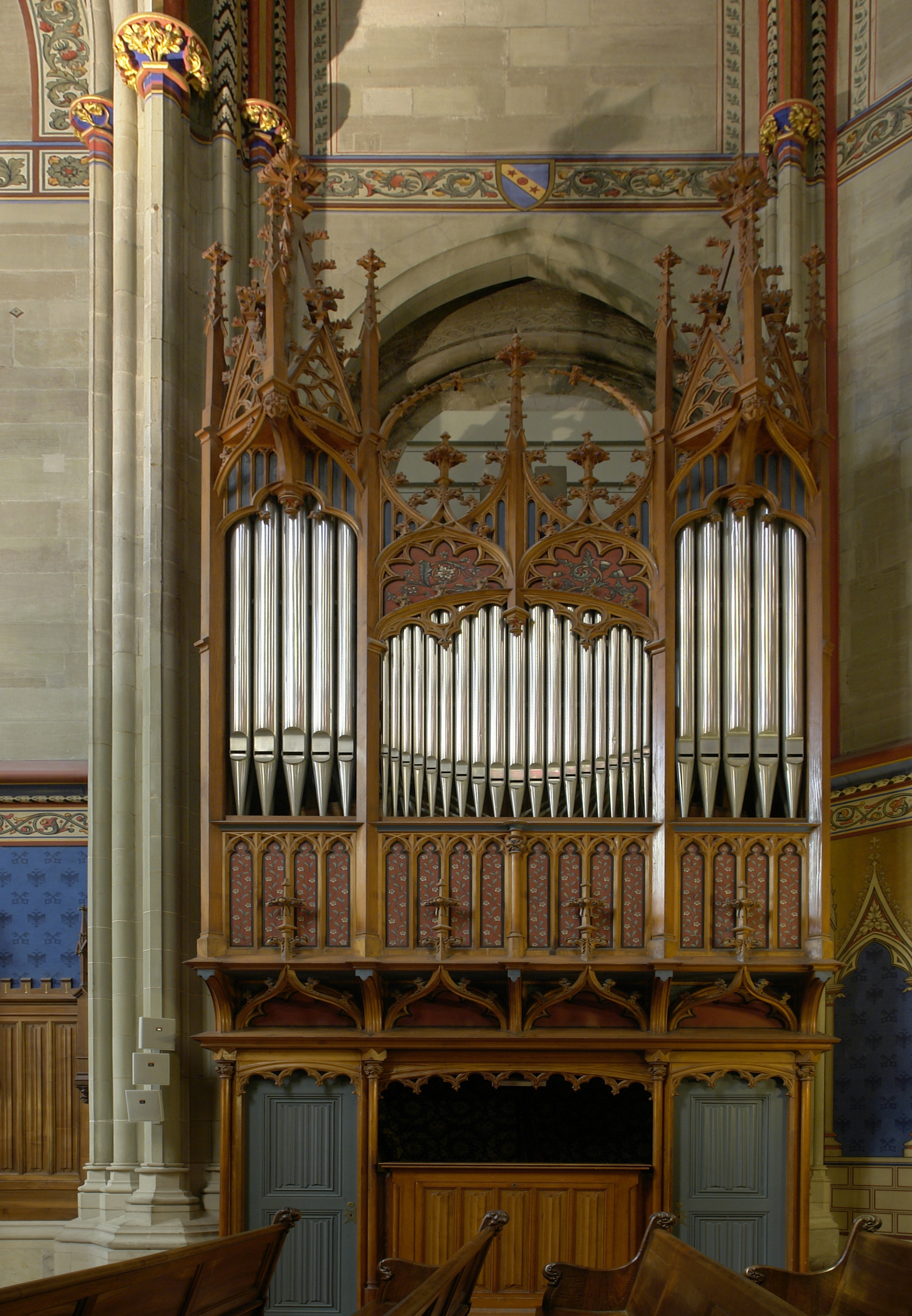
Órgano de la capilla de los Macabeos en la Catedral de San Pedro de Ginebra.

Carlo Ignazio Monza (Milán, 1735 – Milán, 19 de diciembre de 1801) fue un compositor y destacado organista italiano que desarrolló su obra entre los siglos XVIII y XIX, perteneciendo por lo tanto al periodo clásico de la historia de la música.

## Biografía
Comenzó sus estudios musicales bajo la supervisión de Giovanni Andrea Fioroni y posteriormente pasó a ser alumno del célebre maestro Giovanni Battista Sammartini.
A finales de 1768 fue nombrado segundo maestro de capilla de la Corte Ducal Milanesa. El 22 de mayo de 1771 fue nombrado académico de número de la Academia Filarmónica de Bolonia y en 1775, a la muerte de Sammartini, pasó a ser primer titular de la capilla ducal milanesa. 
En 1785 abandonó su carrera como operista iniciada en 1758, a pesar de que ésta le había reportado numerosos éxitos, para dedicarse en exclusiva a la composición de música sacra.
El 28 de diciembre de 1787, alternó su puesto en la Corte Ducal con la dirección de la capilla de la Catedral de Milán.

## Su obra
Monza compuso un considerable número de óperas, sin superar el nivel general de los compositores de su tiempo. En sus dramas se puede apreciar el influjo que la ópera francesa tuvo sobre la italiana a partir de la segunda mitad del siglo XVIII. En 1766 estrenó Oreste (con libreto de Mattia Verazi) en Turín; y en 1784 presentó Ifigenia in Tauride (con libreto de Marco Coltellini) en su ciudad natal. Estas dos óperas incluyen diversos elementos característicos de la lírica francesa: escenas más elaboradas, coros, pantomimas, bailes, un mayor empleo de los recitativos acompañados y melodías más dramáticas que declamatorias.
Por otra parte fue un prolífico compositor de música sacra, sobreviviendo a lo largo de los siglos la mayor parte de ella. Se contabilizan unas 228 obras, la mayor parte de las cuales compuestas para la Catedral de Milán, sobresaliendo entre todas ellas las tres colecciones de motetes, de un brillante estilo  contrapuntístico, con las que demostró estar a la misma altura que su maestro  Fioroni.
Así mismo Monza fue autor de diversas obras instrumentales, la mayor parte de ellas publicadas en la década de los 80 en Londres.
En 1770 el musicólogo Charles Burney realizó un viaje por Italia, teniendo la oportunidad de escuchar en Milán y en Florencia obras de Monza, a las que calificó de geniales, situando a su autor como uno de los mejores compositores de ópera italianos.

## Composiciones

### Óperas
Anexo: Óperas de Carlo Ignazio Monza

### Música sacra
- 13  misas
- 30 Glorias
- 10 Credos
- 8 Credos, Sanctus y Benedictus
- 4 Introitos
- 3 Graduales
- 18 Ofertorios
- 14 Antífonas
- 39 Himnos
- 2 Post-himnos
- 39 Salmos
- 17 Ecce nunc
- 11 Magníficat
- 11 Magníficat y Padrenuestros
- 11 Padrenuestros
- 20 Motetes para 1 voz
- 21 Motetes para 2 voces
- 5 Motetes para 3-8 voces
- Letanía lauretana
- 3 Lucernario
- Pange lingua

### Música instrumental
- 5 Oberturas en re mayor
- 1 Obertura en si mayor
- 4 Sinfonías en re mayor

#### Música de cámara
- 6 Tríos para cuerda, op. 1
- 6  Cuartetos para cuerda, op. 2
- 6 Sonatas para clavecín y violín, op. 3
- 7  Nocturnos para trío de cuerda.
- Sonata para flauta, 2 violines, 2 cornos y contrabajo en do mayor.
- 2 Sonatas para salterio y contrabajo en do mayor y sol mayor.

#### Obras varias
- Varias sonatas para clavecín
- Varias sonatas para  órgano
- Pastoral para  órgano
- 6  Variaciones para clavecín